# Sensación
La sensación, también conocida como procesamiento sensorial, es la recepción de estímulos mediante los órganos sensoriales. Estos transforman las distintas manifestaciones de los estímulos importantes para los seres vivos (en forma térmica, química o mecánica, procedentes del medio ambiente o del propio cuerpo humano) en impulsos eléctricos y químicos para que viajen al sistema nervioso central o hasta el cerebro para darle significado y organización a la información. Esto, dependiendo de la particular forma de procesamiento de cada ser vivo (percepción).

## Historia
La sensación es un campo de estudio que en general se considera el punto de partida para la investigación de los procesos mentales o cerebrales. Los orígenes modernos de este campo datan de principios del siglo XIX, cuando el filósofo francés Auguste Comte definió una nueva filosofía, preocupada por la aplicación de los métodos empíricos de la ciencia natural al estudio de la mente.  Comte estaba influido por los empiristas británicos quienes sostenían que todo el conocimiento proviene de la experiencia sensorial, es decir,  lo que puede ser visto, oído, tocado, gustado u olido. Uno de ellos, John Locke, propuso que en el momento del nacimiento la mente está vacía como “un papel blanco, desprovisto de cualquier código, sin ninguna idea”, una tabula rasa, sobre la que la experiencia deja sus marcas y que se encargaba de reproducir los acontecimientos de medio externo.
El fuerte establecimiento de la postura empirista en los estudiosos de los procesos mentales llevó finalmente al surgimiento de la psicología como una disciplina académica distinta. Separada de la filosofía, la psicología se desarrolló como una ciencia, preocupada por el estudio experimental de la mente, se ayudó de los métodos fisiológicos, y para ello acentuó en los primeros años la sensación, como llave de acceso a los procesos mentales. 
Pronto encontraron que si bien la recepción sensorial difiere para cada uno de los sentidos, hay tres puntos comunes a todos los sentidos: 
1) Un estímulo físico, cambios que suceden en el entorno.
2) Un conjunto de sucesos mediante los cuales el estímulo se transduce  en un mensaje de estímulos nerviosos, es decir, la neurona sensorial recibe un tipo de energía (vgr. ondulatoria) y esta es transformada en procesos electroquímicos para ser analizada por el sistema nervioso.
3) Una respuesta al mensaje frecuentemente como percepción o representación interna de estas sensaciones.
Esta secuencia llevó a dos modos de análisis, originando los campos de la psicofísica y la fisiología sensorial. Esta última examina las consecuencias neuronales del estímulo físico, como los receptores sensoriales transducen el estímulo y como este es procesado por el cerebro. La psicofísica por su parte, se centra en la relación entre las características físicas del estímulo y los atributos de su percepción. Gran parte del interés actual en neurociencia de la sensación y la percepción, proviene de la reciente aplicación de estos dos acercamientos en experimentos con sujetos humanos utilizando pruebas no invasivas de la función cerebral, tales como la tomografía por emisión de positrones (PET) y la imagen por resonancia magnética (MRI).

## Diferencias entre sensación y percepción
Según E. Bruce Goldstein, el proceso sensorio perceptivo se puede dividir en varias etapas. En un primer momento un estímulo se presenta en el medio y los sentidos, dependiendo su modalidad, están adaptados para responder a tal estímulo, que podemos llamar estímulo distal. Los sentidos poseen acaso neuronas especializadas que se encargan de activarse frente a un tipo de energía en especial. Estas neuronas receptivas toman información del estímulo y reproducen su esencia, esto es, elaboran un estímulo proximal que describe las cualidades del estímulo real y envían esa información a otras neuronas a modo de impulsos electroquímicos. Estas otras neuronas, conocidas como interneuronas, retransmiten la información  al sistema nervioso central, para que este le dé sentido, la relacione con conocimientos previos y finalmente la reconozca.
En el instante en que la transmisión del estímulo pasa al sistema nervioso central para ser integrado, se puede determinar la diferencia entre el proceso sensorial y el proceso perceptivo, puesto que el primero se limita a una recepción de estímulos físicos aislados simples del ambiente mientras que la percepción es una interpretación, dación de significado y posterior organización en la mente, de esa información brindada por el proceso sensorial. Es decir, sentimos enrarecimientos del aire (ondas), pero percibimos sonidos; sentimos acciones mecánicas, pero percibimos caricias o golpes; sentimos gases volátiles, pero percibimos la fragancia de un perfume o el aroma del desayuno. De modo que nuestras percepciones no son registros directos del mundo que nos rodea, sino convenciones culturales que se construyen internamente siguiendo reglas innatas y constricciones impuestas por las capacidades del sistema nervioso.
Colores, sonidos, olores y sabores son construcciones mentales creadas en el cerebro por el procesamiento sensorial. No existen como tales fuera del cerebro. Solo si existe un organismo capaz de procesar la información del exterior esta tendrá sentido. Nuestro cerebro crea el mundo en el que vivimos, y son la sensación y luego la percepción los procesos encargados de absorber información del mundo externo, y también del interno para dar significado  a las cosas a través del pensamiento. Por ejemplo, los colores no existen fuera del organismo, solo existen los distintas medidas del espectro de luz. Según la más reciente perspectiva no parece existir el tiempo, lo que se da es el cambio de las cosas, pero nuestro cerebro crea una línea temporal para permitirnos mover en un parámetro de continuidad entre unas acciones y otras, posiblemente por la linealidad de la narrativa del pensamiento.

## La sensación en la tipología psicológica
El psicólogo Carl Jung en su libro tipos psicológicos propuso la existencia de cuatro funciones principales en la consciencia entre las cuales se encuentra la función sensación. Las tres funciones restantes son el pensamiento, la intuición y el sentimiento. Estas cuatro funciones son modificadas por dos actitudes principales: introversión y extraversión. A partir de esta teoría se desarrolla más tarde el  Indicador Myers-Briggs que cuenta con 16 combinaciones tipológicas (8 tipos más que en la tipología junguiana clásica) de las cuales cuatro son del tipo sensación;
- ISTJ; Introvertido, Sensación, Pensamiento (Thinking), Calificador (o Judging).
- ISFJ; Introvertido, Sensación, Sentimiento (Feeling), Calificador (o Judging).
- ESTP; Extravertido, Sensación, Pensamiento (Thinking), Perceptivo.
- ESFP; Extravertido, Sensación, Sentimiento (Feeling), Perceptivo.

Los dos primeros pertenecen a la sensación introvertida con orientación personal y sentimental respectivamente; y los dos últimos a la sensación extravertida con orientación pensamiento y sentimental, también respectivamente.

## Sentidos
Los sentidos son el mecanismo fisiológico de la percepción.
El estudio y clasificación de los sentidos se lleva a cabo por muchas ciencias, sobre todo las neurociencias, la psicología cognitiva y la filosofía de la percepción.
- Sentido de la vista o de la visión.
- Sentido del gusto o de sabor.
- Sentido del oído o de la audición.
- Sentido del tacto
- Sentido del olfato o del olor.